# Kleinladungsträger
Ein Kleinladungsträger (KLT), auch Kleinlastträger, Eurokiste, Euronormbehälter oder Euro(norm)box, bezeichnet mehrere ähnliche Systeme für standardisierte Transport- und Lagerkisten. 
Die stapelbaren Kisten sind in verschiedenen Größenstufen der Grundfläche erhältlich. Ähnlich wie bei Papierformaten verdoppelt sich die Fläche von Stufe zu Stufe, jedoch ändert sich das Seitenverhältnis von 3:2 über 4:3 zu 3:2. Der Standard des VDA sieht drei Größenstufen vor, bei denen die Grundfläche die Nennmaße 300 mm × 200 mm, 400 mm × 300 mm und 600 mm × 400 mm beträgt. Die Kisten lassen sich frei stehend in mehreren Lagen stapeln. Außerdem sind die Abmessungen so gewählt, dass vier Kisten der Größe 600 mm × 400 mm gerade eine Europalette abdecken. Durch die Wahl der Grundflächen und einen speziell gestalteten Boden können dabei unterschiedliche Größen kombiniert werden.

## KLT-System des VDA
Das KLT-System wurde vom Center of Competence Packaging des Verbandes der Automobilindustrie (VDA) zur Optimierung der Logistikkette in der Automobilhersteller- und Zulieferindustrie entwickelt und auch in Industriezweigen außerhalb der Automobilindustrie übernommen. Das System ist modular auf die Grundflächen 1200 × 800 mm (Europalette) und 1200 × 1000 mm (ISO) abgestimmt. Als Höhe der Kisten gibt der VDA 147 mm, 213 mm und 280 mm vor, wobei für die kleinste Grundfläche nur eine Höhe von 147 mm vorgesehen ist. Maße und Eigenschaften können bei fehlender VDA-Zertifizierung abweichen. VDA 4504 definiert elektrostatisch ableitende Kisten.
Das Material der Kisten ist gemäß dem Standard des VDA ausschließlich der Kunststoff Polypropylen in fest vorgegebenen Farben. Auf diese Weise können Kisten unterschiedlicher Hersteller und Kunden am Ende ihrer Lebenszeit einem gemeinsamen Recycling zugeführt werden, bei dem sie als Rohstoff für neue Kleinladungsträger dienen.
VDA 4500 definiert drei Typen von Kleinladungsträgern sowie dazugehörige Deckel:
R-KLT
starr, Verbundboden
RL-KLT
starr, glatter Boden
F-KLT
faltbar, Verbundboden
Diese sind für ein Füllgewicht von 20 kg spezifiziert.
C-KLT
doppelwandig
Die doppelwandige Spezialform für 50 kg.
Die Nennmaße (Länge × Breite × Höhe in Millimeter) für die Typen R-KLT und RL-KLT sind:
| Nummer                   | Nennmaße (mm)      | Tatsächliche Maße |
| ------------------------ | ------------------ | ----------------- |
| R-KLT 6429 / RL-KLT 6280 | 600 × 400 × 280    | 594 × 396 × 280   |
| R-KLT 6415 / RL-KLT 6147 | 600 × 400 × 147    | 594 × 396 × 147   |
| R-KLT 4329 / RL-KLT 4280 | 400 × 300 × 280    | 396 × 297 × 280   |
| R-KLT 4315 / RL-KLT 4147 | 400 × 300 × 147    | 396 × 297 × 147   |
| R-KLT 3215 / RL-KLT 3147 | 300 × 200 × 147    | 297 × 198 × 147   |
| D65                      | 600 × 400 (Deckel) |                   |
| D45                      | 400 × 300 (Deckel) |                   |
| D35                      | 300 × 200 (Deckel) |                   |

Die faltbare Kiste trägt die Nummer 6410 und hat die Nennmaße 600 × 400 × 280 mm bzw. gefaltet …× 94,5 mm und Innenmaße 535 × 357 × 257 mm.
Die Farben der Behälter sind ebenfalls festgelegt.

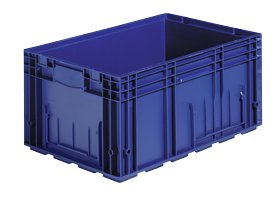
Behälter R-KLT 6429
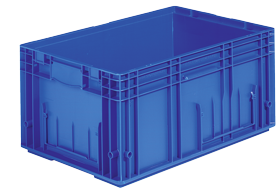
Behälter RL-KLT 6280
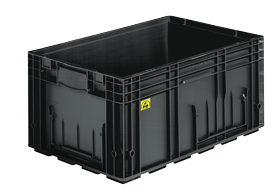
Behälter R-KLT ESD 6129
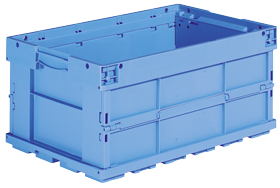
Behälter F-KLT 6410 (faltbar)

Die Kennzeichnung der Kleinladungsträger erfolgt durch einheitliche barcodefähige Warenanhänger. Form und Inhalt dieser Warenanhänger sind in der VDA-Vorschrift VDA 4902 dokumentiert. Als Barcode wird Code39 verwendet. Je nach Größe des KLT werden entweder DIN-A5-Warenanhänger, oder halbierte DIN-A5-Warenanhänger (auch als „halbhohe Warenanhänger“ bezeichnet) verwendet.

## Andere Eurobehälter

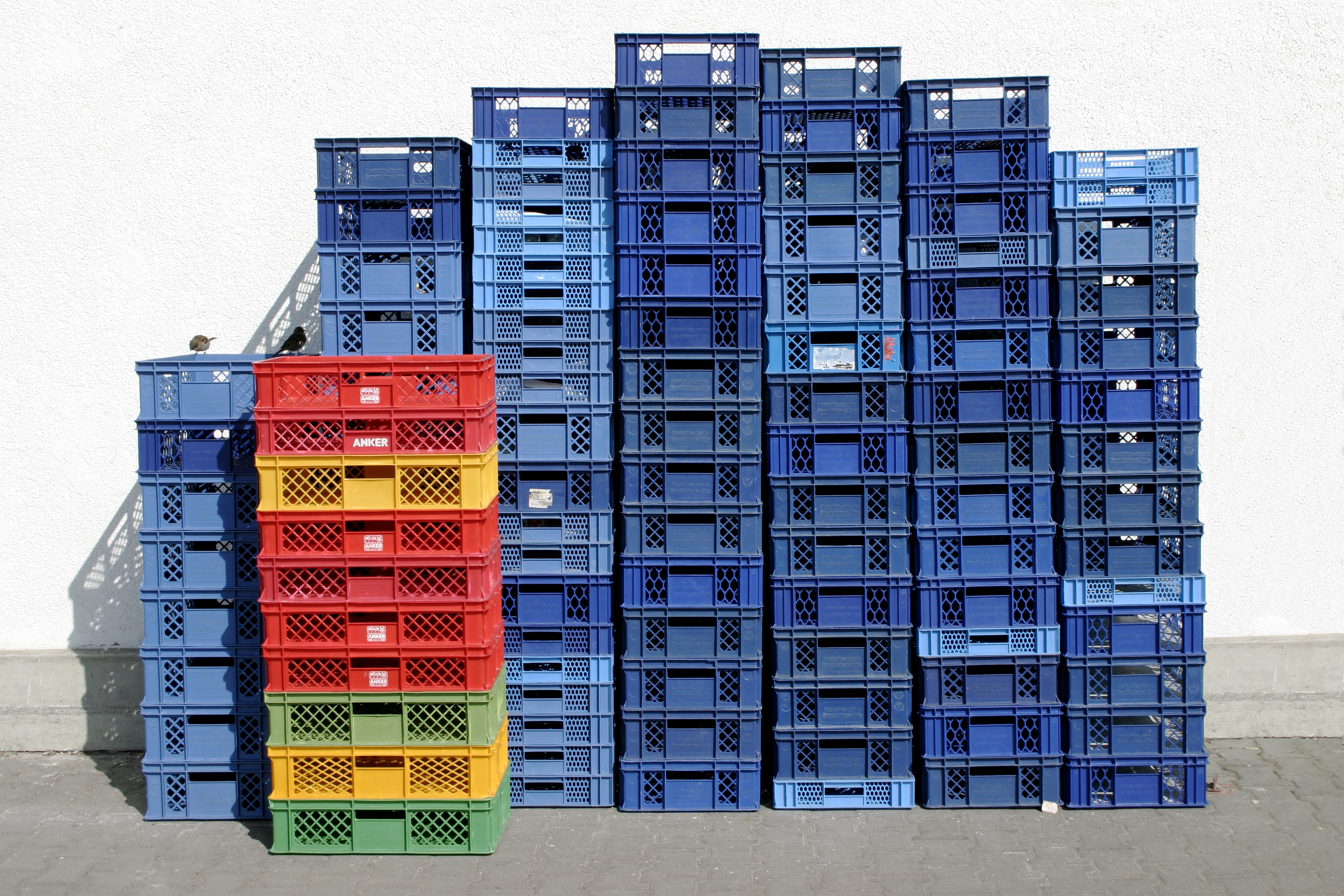
Gestapelte Eurobehälter

Angelehnt an die VDA-Empfehlungen sind stapelbare Kunststoffbehälter mit den Grundmaßen 800 × 600 mm, 800 × 400 mm, 600 × 400 mm, 400 × 300 mm und 300 × 200 mm üblich.

## Eurofleischkiste
Für die Fleischindustrie wurden auf ähnliche Weise vom Europäischen Handelsinstitut (EHI) rote bzw. gelbe Kisten mit den Nummern E1 bis E6 definiert. Die Fleischkiste E2 mit den Nennmaßen 600 × 400 × 200 mm ist die am häufigsten genutzte Kiste in der Fleischindustrie.
| Nummer | Nennmaß (außen) L × B × H in mm | Innenmaß (typisch) L × B × H in mm | Eignung                     |
| ------ | ------------------------------- | ---------------------------------- | --------------------------- |
| E1     | 600 × 400 × 125                 | 565 × 365 × 120                    | für Fleisch                 |
| E2     | 600 × 400 × 200                 | 565 × 365 × 195                    | für Fleisch                 |
| E3     | 600 × 400 × 300                 | 565 × 365 × 295                    | für Fleisch                 |
| E4     | 400 × 300 × 125 mm              |                                    | für Fleisch- und Wurstwaren |
| E5     |                                 |                                    | für Geflügel                |
| E6     | 400 × 300 × 220 mm              |                                    | für Geflügel                |

## Bäckerkiste

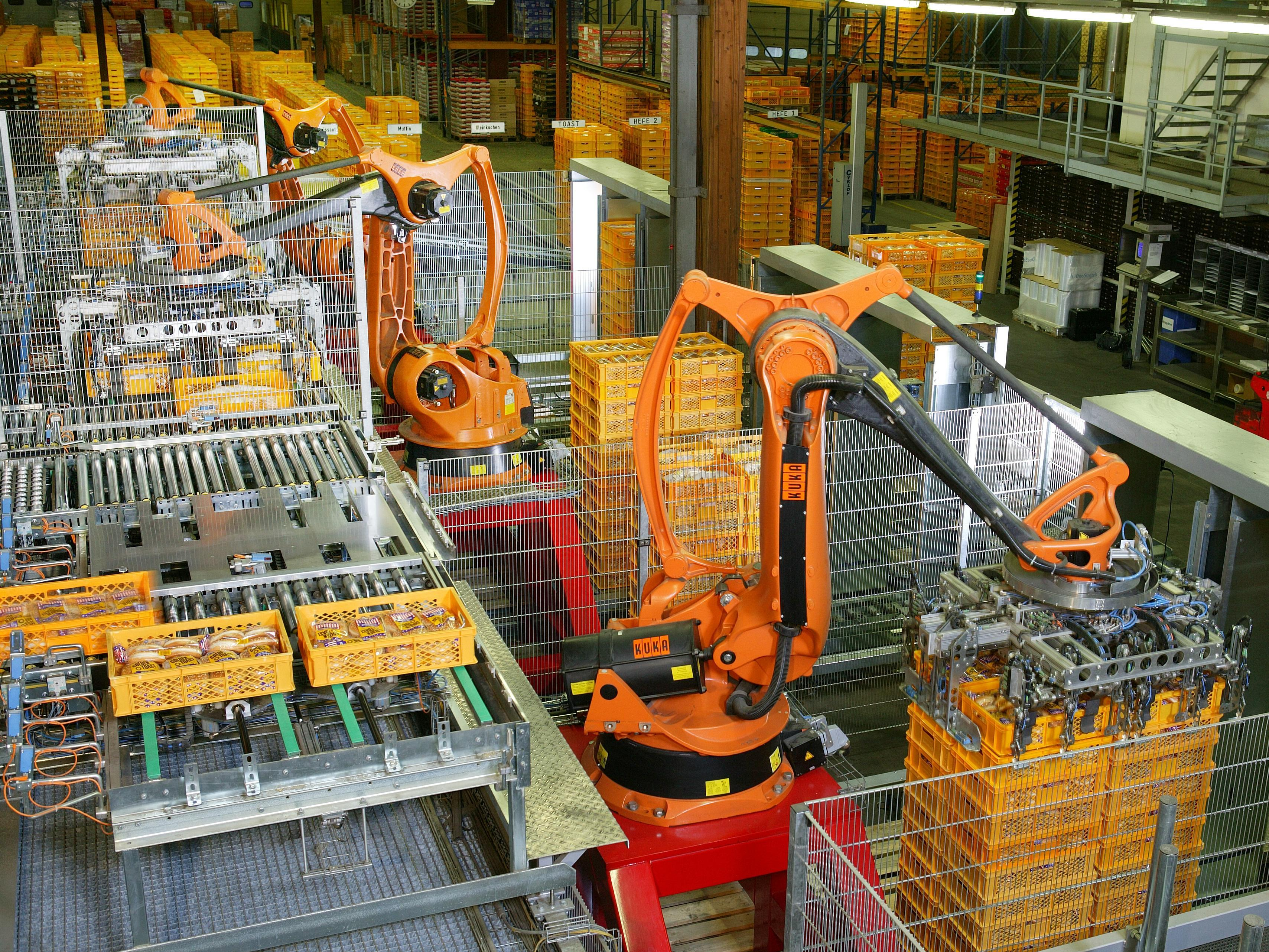
Bäckerkisten in einer Großbäckerei

Für Backwaren wie Brötchen sind gegitterte Bäckerkisten üblich, diese haben ebenfalls eine Grundfläche von 600 × 400 mm mit Nutzhöhen von 120 bis 410 mm.